# Christian Solidarity Worldwide
Christian Solidarity Worldwide (CSW) est une organisation non gouvernementale spécialisée dans la défense des droits de l'homme, notamment en ce qui concerne la liberté religieuse. Elle œuvre en faveur des personnes persécutées pour leurs croyances chrétiennes, mais également de celles persécutées pour d'autres croyances religieuses ou pour l'absence de croyance. Son président actuel est Jonathan Aitken, qui a succédé à la baronne Cox en 2006.
L'équipe de défenseurs spécialisés de CSW travaille dans plus de vingt pays d'Afrique, d'Asie, d'Amérique latine et du Moyen-Orient, pour garantir que le droit à la liberté de religion ou de conviction soit respecté et protégé.
Leur vision est celle d’un monde libéré de toute persécution religieuse, où chacun peut pratiquer la religion ou la croyance de son choix.

## Défense indépendante
CSW précise qu'elle est indépendante de tout gouvernement ou de toute orientation politique, mais en tant qu'organisation de défense, CSW cherche également à exercer une influence auprès des gouvernements et autres institutions sur les questions de liberté religieuse sur la scène internationale. CSW a pour mission de faire évoluer les attitudes et les comportements, la législation et les politiques qui conduisent à la discrimination et à la persécution religieuses. Elle entend obtenir un changement durable dans la culture, la politique et la société.
Grâce à ses diverses ressources, manifestations et initiatives, CSW souhaite également mobiliser le grand public pour qu'il prie, proteste et soutienne les chrétiens persécutés, les non-chrétiens persécutés et les personnes sans foi persécutées.

## Stratégies
Le rapport annuel actuel de CSW (2010/11) indique que son objectif est d'être une voix pour la justice, en recherchant la liberté religieuse pour tous. Pour y parvenir, elle utilise quatre stratégies-clés :
1. Informer et faire prendre conscience de la persécution religieuse.
2. Influer sur les principaux décideurs dont les politiques ou les actions affectent les opprimés.
3. Donner le pouvoir d'agir aux victimes de violations des droits humains.
4. Offrir soutien et solidarité aux persécutés.